# Јона Кијевски
Јона Кијевски (у монаштву Петар; рођ. Иван Павлович Мирошниченко; 1802, Крјуков Посад, Полтавска губернија - 9. јануар 1902. , Кијев) - православни светитељ, преподобни, чудотворац. За живота био је поштован као старешина. Оснивач Јонинског манастира у Кијеву, где се чувају његове мошти.

## Биографија
Рођен 1802. године у породици Павла и Пелагеје Мирошниченко и добио име Иван. Иванови родитељи су били грађани насеља Крјуков, Полтавска губернија, Кременчушки округ. Породица Мирошниченко живела је у сиромаштву, а Иванови родитељи нису могли да му дају добро образовање. Једино што је научио било је читање. Био је природно надарен високим и богатим умним даровима и јаким памћењем. Од детињства је волео да чита књиге, посебно верске и поучне, и много је читао.
Пошто је био веома побожан од малих ногу, Иван је врло често посећивао манастире и у почетку се као искушеник настанио код светог Серафима Саровског. Искушеник Иван је осам година живео у послушности великом старцу. Потом је монах Серафим благословио Ивана да оде у Брјанску Белоберешку испосницу, где је, вољом старца, ступио као искушеник 1836. године.
Године 1843. Иван Мирошниченко прима монаштво са именом Јона и 1845. године рукоположен у чин јерођакона.
Године 1851. оца Јону је срео кијевски митрополит Филарет (Амфитеатри), а његовом вољом и жељом, августа исте године, јерођакон Јона је премештен у кијевски Никољдански манастир. Потом је 1858. године рукоположен у јеромонаха, а две године касније, 1860. године, премештен је у братију Кијевско-Видубичког манастира, који се налази на једној од веома живописних периферија Кијева. Већ у ово време јеромонах Јона се истицао својим духовним искуством и побожним животом, и многи Кијевљани су тражили прилику да добију савет и упутство од оца Јоне, да постану његова духовна деца.
Међу Јониним духовним ученицима 1880-их био је Василиј Ткаченко, који је ушао у историју под именом Василиј Босоноги, руски луталица и „мистични пријатељ“ Николаја II и царице Александре Фјодоровне.
1. марта 1861. године, у Видубичком тракту, старац Јона је имао визију Мајке Божије у огњеном стубу. Свети Јона је постао познат широм Руског царства.
Указом Светог Синода од 17. јануара 1886. године о. Јона је постављен за настојатеља Кијевско-Межигорског Спасо-Преображенског манастира са уздизањем у чин архимандрита.
Старац Јона је умро у ноћи између 8. и 9. јануара 1902. године.

## Мошти светитеља
Шездесетих година 20. века, када је настављен прогон цркве, крипта схима-архимандрита Јоне је уништена, вандали су повредили његове мошти, а десна рука и глава су му откинуте. Братство манастира, предвођено игуманом, поново је сахранило старешину на Зверинетском гробљу.
На Зверинетском гробљу мошти св. Јона чуване су 27 година. Године 1993. уочи имендана светитеља – пророка Јоне – по благослову митрополита Владимира, пронађене су мошти светитеља, однете у манастир и положене у нови храстов ковчег на истом месту – у  крипту. А на посебном месту у храму стоји кипарски ковчег у коме је старац сахрањен и који је себи направио за живота.